# Roosendaal (stacja kolejowa)
Roosendaal – stacja kolejowa w Roosendaal, w prowincji Brabancja Północna, w Holandii. Została otwarta 3 lipca 1854 roku. Jest to stacja węzłowa, linie kolejowe rozchodzą się od niej w czterech kierunkach: północnym (kierunek Rotterdam, najbliższy przystanek Oudenbosch), południowym (kierunek Antwerpia, najbliższa stacja Essen w Belgii), wschodnim (kierunek Breda, najbliższy przystanek Etten-Leur) i zachodnim (kierunek Vlissingen, najbliższa stacja Bergen op Zoom).